# Moscow, Belgium
Moscow, Belgium (Aanrijding in Moscou) è un film del 2008 diretto da Christophe Van Rompaey.